# بيل موريس (كاهن كاثوليكي)
بيل موريس (بالإنجليزية: Bill Morris) هو كاهن كاثوليكي أسترالي، ولد في 8 أكتوبر 1943 في بريزبان في أستراليا.